# Крста Андрејевић
Крста Андрејевић (Бечкерек, 12. мај 1928 — Београд, 30. јануар 1989) био је српски сликар и ликовни педагог.

## Биографија
Крста Андрејевић је рођен у Бечкереку 12. 05.1928. године, где је завршио основну и средњу школу. Пошавши стопама свог старијег брата Мелете Андрејевића (касније познатог сликара и професора у САД) определио се за ликовну уметност те наставља школовање на Академији примењених уметности у Београду где је и дипломирао 1954. Већ 1956. године изабран је за асистента на Академији примењених уметности за предмет сликарске технике и на том предмету прошао све лествице универзитетске каријере од асистента до редовног професора. Своје знање из области сликарства усавршавао је у Француској и Енглеској. На групним изложбама учествује од 1957. године а на самосталним од 1958. Био је члан УЛУС-а и УЛУПУС-а.
Од техника Крста Андрејевић се огледао у уљу и акварелу а бавио се цртежом, графиком, мозаиком, зидном декорацијом, таписеријом и ликовним дизајном. Најчешће је сликао мртве природе, зграде, фасаде и композиције тих елемената.
Његова дела се чувају у колекцијама Музеја савремене уметности у Београду, Музеја града Београда, Владе Републике Србије и многим приватним колекцијама. Добитник је више признања међу којима и награду Мајског салона УЛУПУС-а за 1970. годину.
Умро је у Београду 30. 01.1989. године.

## Изложбе
- 1960. Меморијал Надежда Петровић, Ваљево
- 1966. Галерија Графичког колектива, Београд
- 1970. Галерија Графичког колектива, Београд
- 1974. Меморијал Надежда Петровић, Ваљево